# 渡辺郁也
渡辺 郁也（わたなべ いくや、1980年10月12日 - ）は、長野県出身の俳優・ナレーター・リポーター・パーソナリティ。タイムリーオフィス所属。

## 出演

### ラジオ
- MIDNIGHT COLOSSEUM（エフエムインターウェーブ）

### テレビ
- 太陽にほえろ!2001（日本テレビ）
- 1230アッと!!ハマランチョ（tvk）- リポーター
- 闇の死置人（日本テレビ）
- モップガール（テレビ朝日）- 麻雀店店員
- デカ 黒川鈴木（読売テレビ）- 鑑識官
- 君が獣になる前に 第3話（2024年4月20日、テレビ東京） - アナウンサー
- 連続テレビ小説（NHK総合）
  - 虎に翼（2024年） - ラジオ番組司会者
  - あんぱん（2025年） - 駅長

### CM
- 東日本銀行

### その他
- 東京ヴェルディ1969 ナビゲーター